# MCH Sennestadt
Das MCH Sennestadt (ausführlich: Matthias-Claudius-Haus Sennestadt) ist ein Kinder- und Jugendzentrum im Bielefelder Stadtbezirk Sennestadt. Es wurde ehemals getragen von der Evangelischen Kirchengemeinde, heute vom Verband der Evangelischen Kirchengemeinden in Brackwede. Das Gebäude an der Elbeallee wurde in den Jahren 1959/60 errichtet und schon seit 1961 als „Jugendfreizeitheim der teiloffenen Tür (TOT)“ betrieben; es ist  somit die älteste Einrichtung dieser Art in Sennestadt.

## Geschichte
In den über 50 Jahren wurden von den Mitarbeiterinnen und Mitarbeitern des MCH immer wieder innovative Projekte entwickelt, die Bedeutung über das „eigene Haus“ hinaus erlangten. Beispielsweise kann man hier das „Projekt für arbeitslose Menschen/MCH-Elektronik“ in den Jahren 1983 bis 1991, das  „Schülercafe-Kopfstoff“, welches seit 2008 von bis zu 80 Jugendlichen täglich als Treffpunkt genutzt wird und ganz aktuell die „Futsal-Mannschaft“ nennen, die aus dem MCH-Projekt SoccerBoys entstand und als eigenständiger und eingetragener Verein MCH Futsal Club Sennestadt innerhalb kürzester Zeit den Aufstieg in die höchste Futsal-Liga Deutschlands schaffte. Das MCH steht für ein friedliches Beisammensein von Kindern und Jugendlichen von verschiedensten Migrationshintergründen und ein breitgefächertes Angebot, welches weit über den „Offenen Treffpunkt“ hinausgeht.